# O slavnosti a hostech
O slavnosti a hostech je český film režiséra Jana Němce z roku 1965. Film pojatý jako podobenství kritizující negativní společenské jevy je významnou součástí České nové vlny 60. let 20. století. Byl oceněn Trilobitem a Cenou mezinárodní filmové kritiky (1966).

## Obsah
Rodina dostane pozvání na slavnost a vydá se na ni pěšky přes les. Nespěchá, protože má ještě čas. Po cestě jsou členové zadrženi a prověřováni, zda jsou na slavnost skutečně pozváni. Po prohlídce se účastní podivné lesní hostiny.

## Scénář
Scénář k filmu napsal Jan Němec se svou spolupracovnicí Ester Krumbachovou.
„Abstraktní postavy ve filmu jsme s Ester Krumbachovou napsali kvůli boji s cenzurou. Neměli bychom šanci film točit, kdyby byl víc konkrétní. Použili jsme uměleckou stylizaci, abychom zmátli komunistickou cenzuru, aby hned nepoznali, že je film namířen proti nim. Ale našli něco, s čím jsem nepočítal. Ve filmu je postava hostitele, kterého hraje náš kamarád Ivan Vyskočil. A jeden z cenzorů řekl, že vypadá jako Lenin a že se snažíme zesměšnit Lenina a principy leninismu. Pak mi došlo, že jsou si podobní. Cenzoři tohle použili jako podklad pro zákaz filmu.“

## Politická kontroverze okolo filmu
V květnu 1967 vystoupil v Národním shromáždění ČSSR poslanec Jaroslav Pružinec s interpelací, v níž kritizoval filmy Sedmikrásky a O slavnosti a hostech, prohlásil o nich, že „nemají s naší republikou, socialismem a ideály komunismu nic společného“ a požádal o jejich stažení z kin. Vláda sice jeho výtku odmítla, ale oba filmy postihlo omezení v propagaci a distribuci. Film se stal trzv. trezorovým filmem. Skupina režisérů na to reagovala protestním dopisem, který byl veřejně čten Václavem Havlem na IV. sjezdu československých spisovatelů a který patřil mezi spouštěče výrazného opozičního hnutí v řadách kulturních pracovníků v době před začátkem pražského jara.